# La spia del lago
La spia del lago è un film statunitense del 1950 diretto da Mitchell Leisen.
È basato sul romanzo No Surrender di Martha Albrand, pubblicato per la prima volta nel 1942.

## Trama
Un gruppo di agenti dell'U.S. Office of Strategic Services (un precursore della C.I.A.) viene inviato nell'Italia occupata dalla Germania durante la seconda guerra mondiale per mettere fuori uso il sistema ferroviario italiano di proprietà tedesca. Nel compiere questa missione, la maggior parte di loro viene uccisa a causa di un tradimento interno.
Dopo la guerra, uno dei sopravvissuti, il capitano Webster Carey, decide di scovare il traditore. Torna così ad Orta, vicino a Milano, per scoprire chi ha tradito e ha causato la morte di diversi abitanti del villaggio. Qui ritrova il suo vecchio amore Giulia, ora sposata con un potente nobile italiano, il barone Rocco de Greffi. Gli abitanti del villaggio sono scortesi, ma Carey persiste nei suoi sforzi clandestini per stanare il traditore, il barone.

## Produzione
Il film venne realizzato interamente presso i Paramount Studios, al 5555 di Melrose Avenue a Hollywood, Los Angeles. Le riprese iniziarono il 3 gennaio 1949.
Originariamente gli interpreti principali erano Ray Milland e Alida Valli ed il titolo era "After Midnight". Quando Alan Ladd ottenne il ruolo da protagonista, la regia fu affidata temporaneamente a Lewis Allen, poi definitivamente a Mitchell Leisen.
Sebbene ambientato nell'Italia del dopoguerra ed interpretato da un'importante famiglia italiana locale, nessuno dei 5 attori protagonisti è italiano. Joseph Calleia (Lunati) è maltese; Richard Avonde (Carlo) è canadese, Celia Lovsky (Contessa Francesca) e Francis Lederer (Barone Rocco) sono nati in quella che era l'Austria-Ungheria; Wanda Hendrix (Baronessa Giulia) è di Jacksonville (Florida).
La canzone del film, "Mona Lisa" (scritta da Jay Livingston e Ray Evans), nel film interpretata da Charlie Spivak con Tommy Lynn, vinse l'Oscar come miglior canzone originale: fu la prima canzone non tratta da un musical a vincere la statuetta. Nello stesso anno venne interpretata con grande successo da Nat King Cole, versione che raggiunse la vetta delle classifiche.

## Distribuzione
Il film venne distribuito nelle sale cinematografiche statunitensi il 21 febbraio 1950. In Italia venne distribuito nel maggio 1951.
"Lux Radio Theatre" trasmise un adattamento radiofonico di 60 minuti del film il 2 febbraio 1953 con Wanda Hendrix che riprese il suo personaggio della pellicola.